# Я это сделала
«Я это сделала» (англ. I Did It) — американский короткометражный драматический фильм Дэвида Уорка Гриффита.

## Сюжет
Мать наказывает сына за то, что он съел тарелку слоеного крема, не думая, что на самом деле это сделала её дочь. В процессе наказания сына дочь решает сказать правду...

## В ролях
| Актёр            | Роль       |
| ---------------- | ---------- |
| Анита Хендри     | мать       |
| Линда Арвидсон   | посетитель |
| Глэдис Иган      | мальчик    |
| Артур В. Джонсон |            |
| Флоренс Лоуренс  |            |
| Дороти Уэст      | служанка   |